# تجاوز به ائوروپه (تیسین)
تجاوز به ائوروپه (به انگلیسی: The Rape of Europa) تابلویی از هنرمند ایتالیایی تیتزیانو وچلی است که حدوداً در ۱۵۶۰– ۱۵۶۲ نقاشی شده‌است. این اثر در موزه ایزابلا استوارت گاردنر در بوستون، ماساچوست آویزان است. ابعاد نقاشی رنگ روغن روی بوم ۱۷۸ در ۲۰۵ سانتی‌متر (۷۰ در ۸۱ اینچ) است.

## شرح
عنوان این نقاشی به داستان اسطوره ای ربودن ائوروپه توسط زئوس (ژوپیتر، خدای خدایان به رومی‌ها) اشاره دارد، تیسین درمورد این واقعیت که این صحنه تجاوز به عنف (ربودن) است، بی ابهام عمل کرده‌است: ائوروپه بی‌اختیار و درمانده بر پشت دراز کشیده و لباس‌هایش آشفته‌است. در افسانه، خدا شکل گاو نر به خود گرفت و ائوروپه را فریب داد تا به پشت خود سوار کند. هنگامی که آنجا بود، گاو نر سوار دریا شد و او را به کرت برد، جایی که او هویت واقعی خود را فاش کرد. ائوروپه اولین ملکه کرت شد و از زئوس صاحب سه فرزند شد. این نقاشی ائوروپه را در پشت گاو نر درست در کنار ساحل وطنش به تصویر می‌کشد.
اگرچه عمل خشونت جنسی در نقاشی به تصویر کشیده نشده‌است، اما این امر از طریق وضعیت پا باز و ابراز ترس او هنگام کشیده شدن توسط زئوس به او اشاره می‌شود. یئل ایون حتی نظریه‌پردازی کرده‌است که تیسین می‌تواند این نقاشی را نه به دلیل وابستگی خاصی به موضوع، بلکه به منظور اثبات توانایی‌های خود به عنوان یک نقاش خلق کرده باشد. حتی بیشتر عنوان می‌شود که هدف اصلی این اثر هنری این بوده‌است که به همه نشان داده شود که تیسین استاد خود بلینی را تحت‌الشعاع قرار داده‌است و همچنین تشخیص داده‌است که نقاشی برتر از مجسمه‌سازی است.

## زادگاه اثر
این نقاشی یکی از "پوازی"هایی بود که توسط تیسین برای فیلیپ دوم اسپانیا کشیده شد. با دیانا و کالیستو و دیانا و اکتائون، که هر دو اکنون در لندن و ادینبورگ مشترک هستند، این یکی از سه اثر تیسین بود که توسط فیلیپ پنجم اسپانیا به سفیر فرانسه، دوک گرامون داده شد که به نوبه خود آنها را به فیلیپ دوم، دوک اورلئان پادشاه فرانسه از ۱۷۱۵–۱۷۲۳ تقدیم کرد. بیشتر قرن ۱۸ در مجموعه اورلئان در پاریس بود. آن را برنارد برانسون به نمایندگی از کلکسیون هنر ایزابلا استوارت گاردنر در سال ۱۸۹۶ خریداری کرد.

## سری پوئیزیه (شعرها) تیسین برای فلیپهٔ دوم
- دانائه، تحویل فلیپه ۱۵۵۳، هم‌اکنون مجموعه ولینگتون، با نسخه‌های قبلی و بعدی.
- ونوس و آدونیس، موزه دل پرادو، ۱۵۵۴ و تحویل چندین نسخه دیگر
- تجاوز به ائوروپه, حوالی ۱۵۶۰–۱۵۶۲، موزه ایزابلا استوارت گاردنر
- دیانا و اکتائون، ۱۵۵۶–۱۵۵۹، متعلق به گالری ملی لندن و گالری ملی اسکاتلند در ادینبورگ
- دیانا و کالیستو، ۱۵۵۶–۱۵۵۹، متعلق به مشترک گالری ملی لندن و گالری ملی اسکاتلند در ادینبورگ
- پرسئوس و آندرومدا، مجموعه والاس، حدود ۱۵۵۳–۱۵۶۲
- مرگ اکتائون، گالری ملی، هرگز تحویل داده نشده و همیشه در این سری شمرده نمی‌شود، حوالی ۱۵۵۹ به بعد

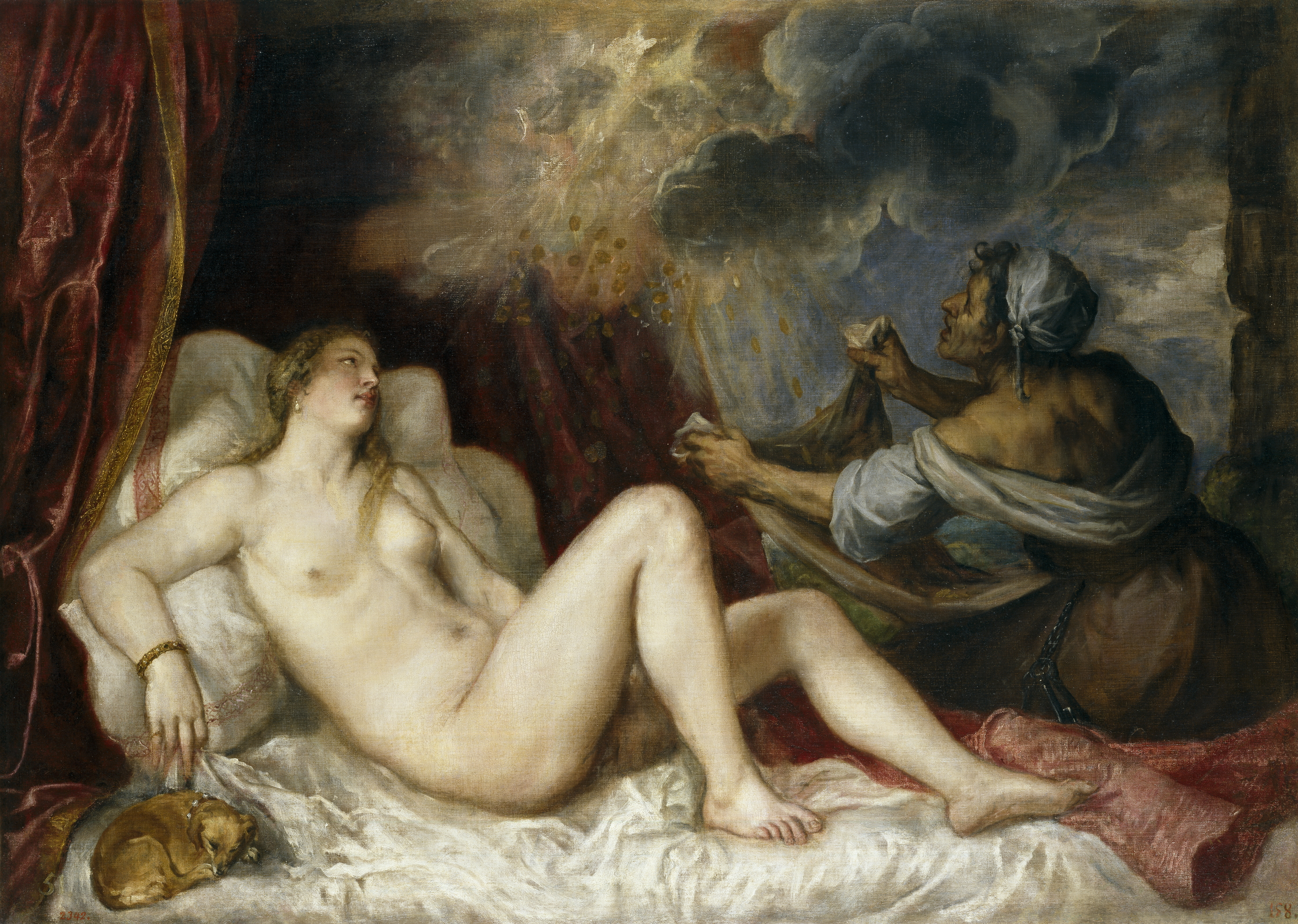
دانائه
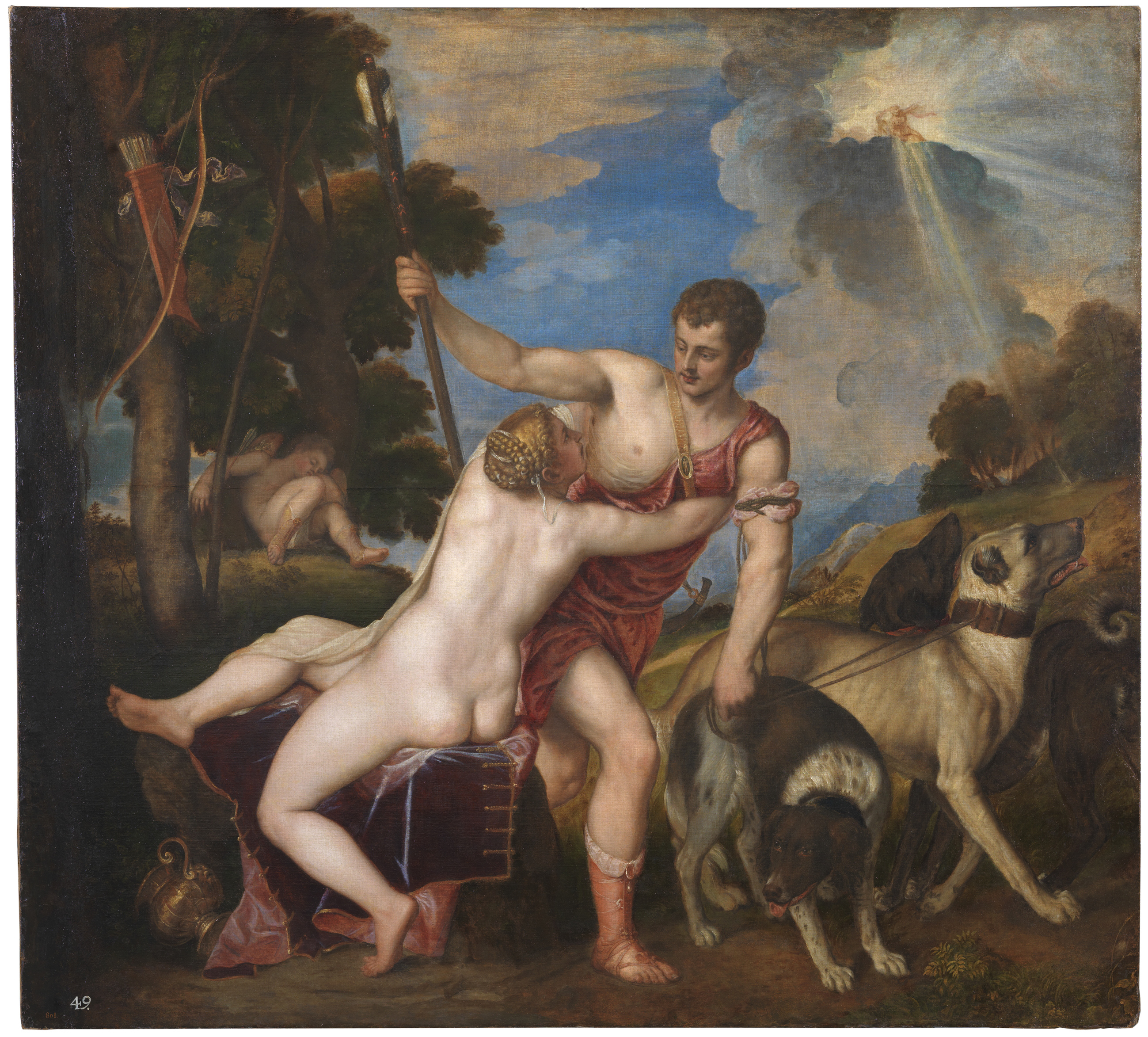
ونوس و آدونیس
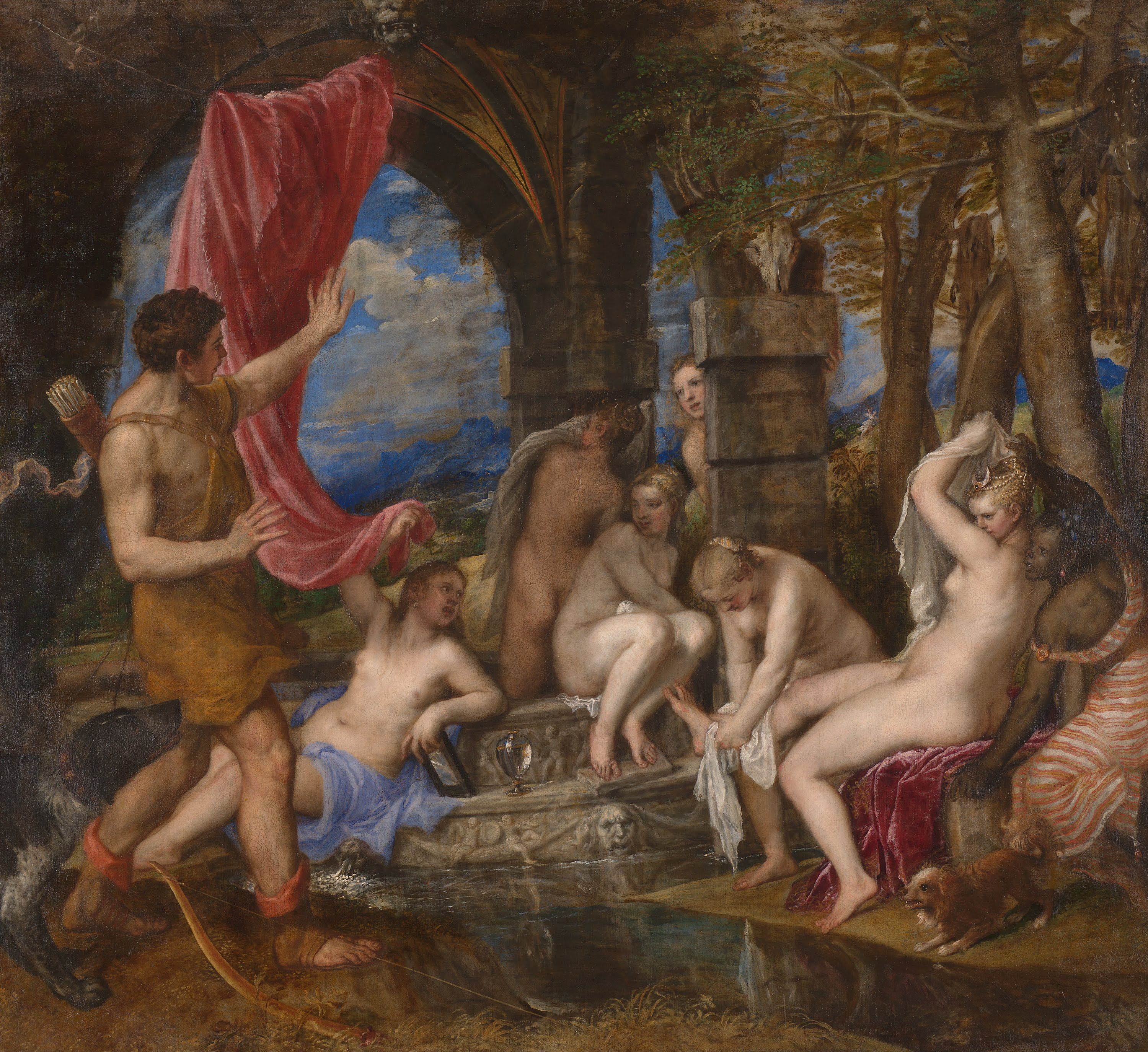
دیانا و اکتائون
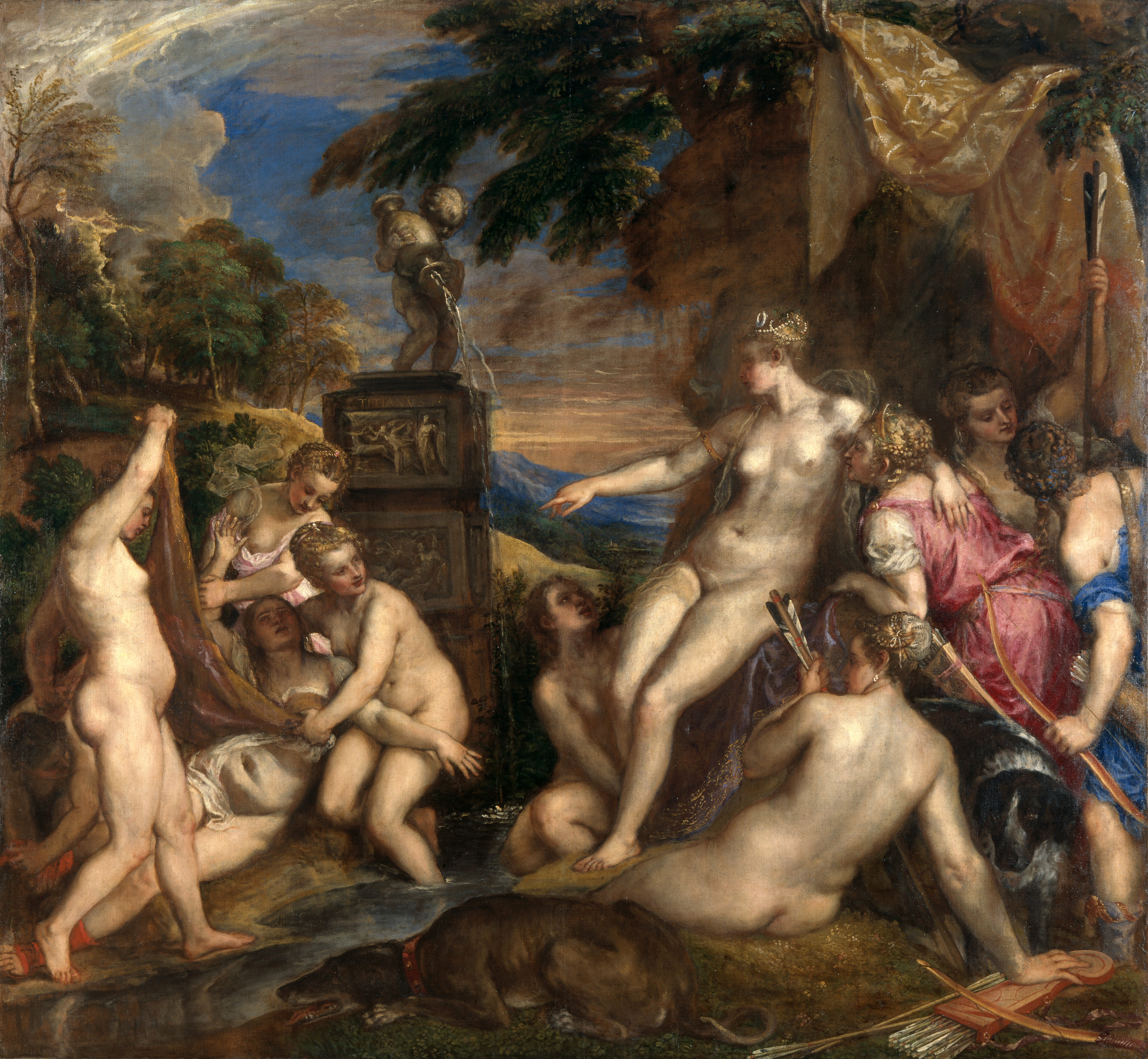
دیانا و کالیستو
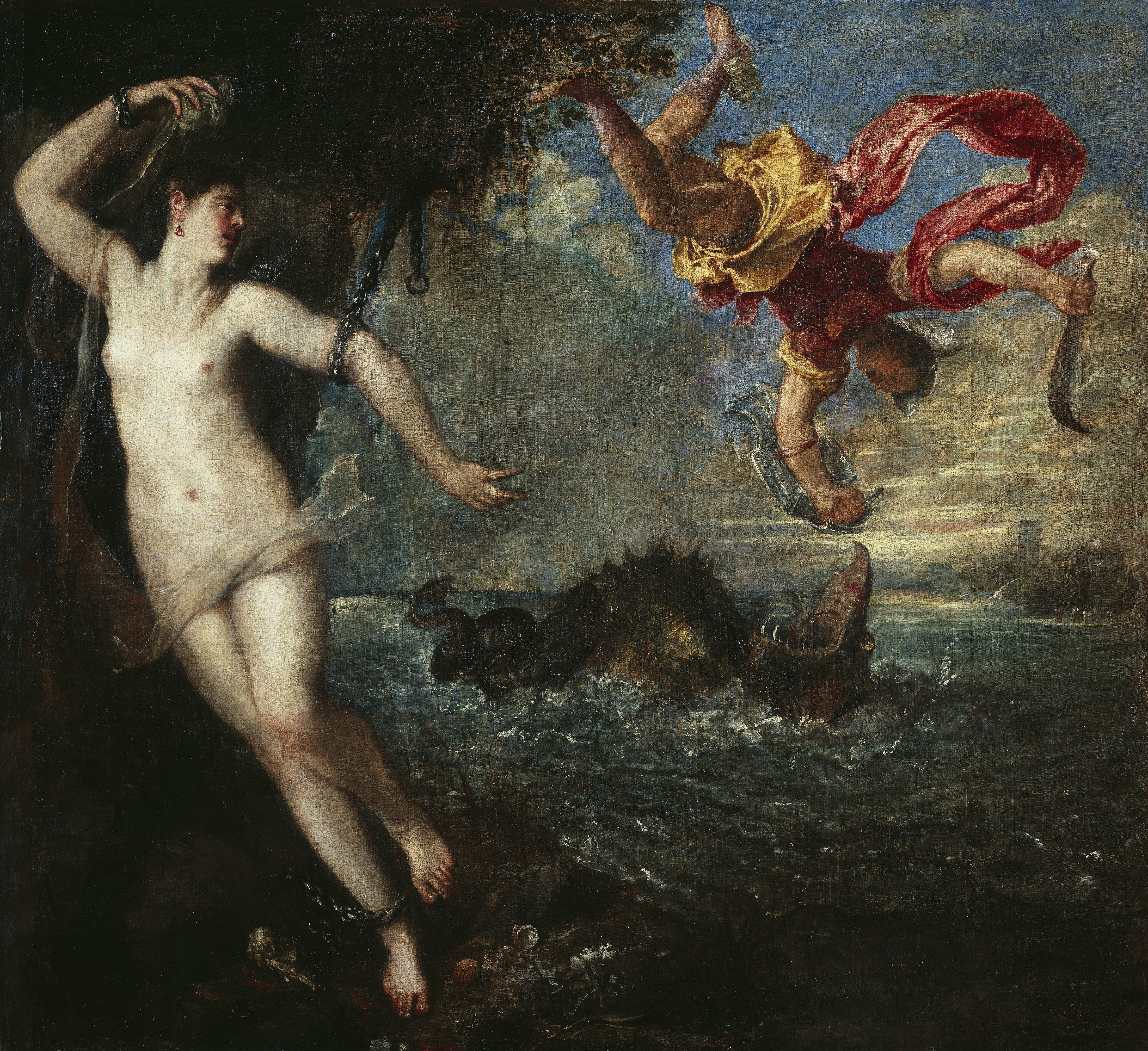
پرسئوس و آندرومدا
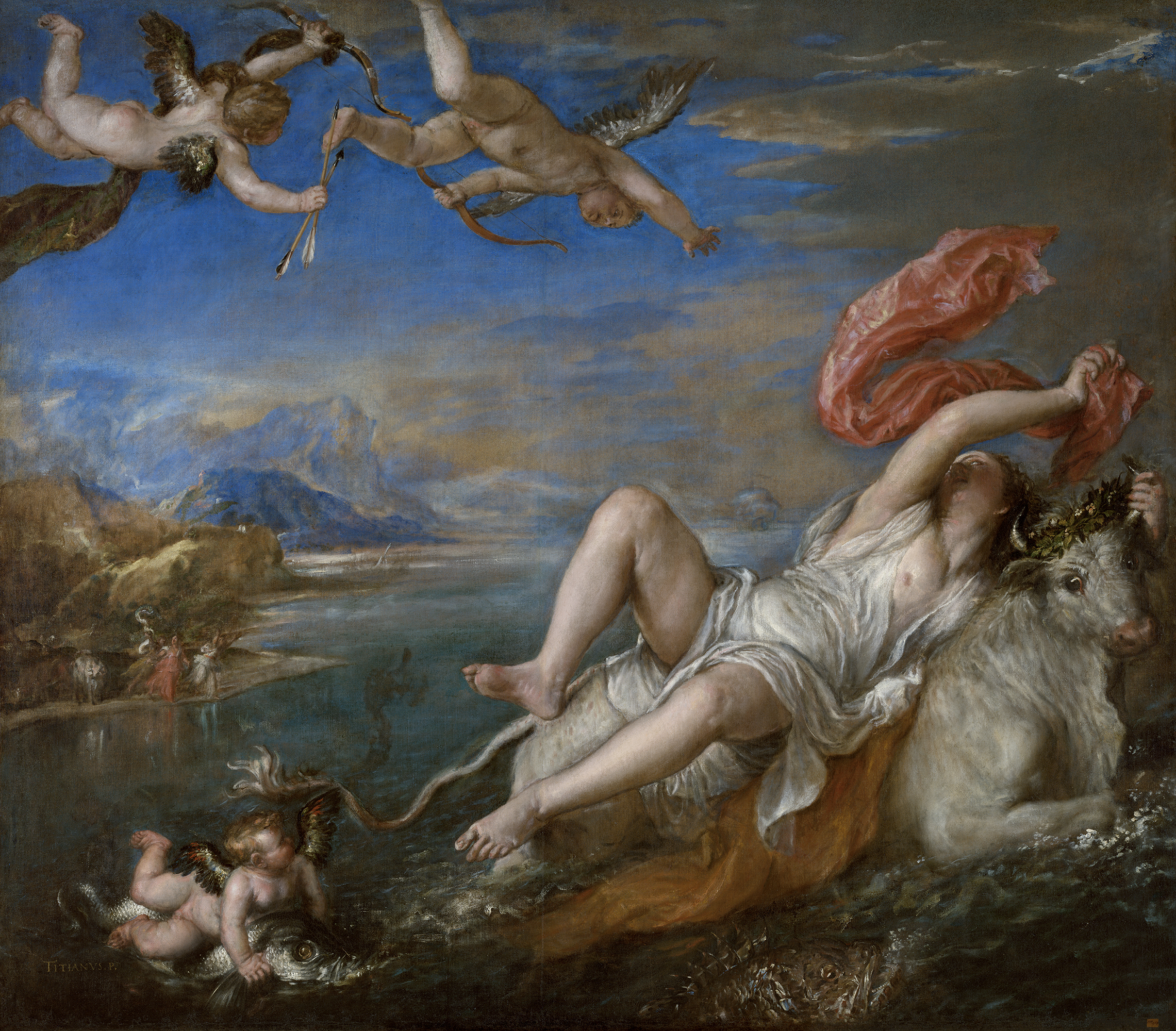
تجاوز به ائوروپه
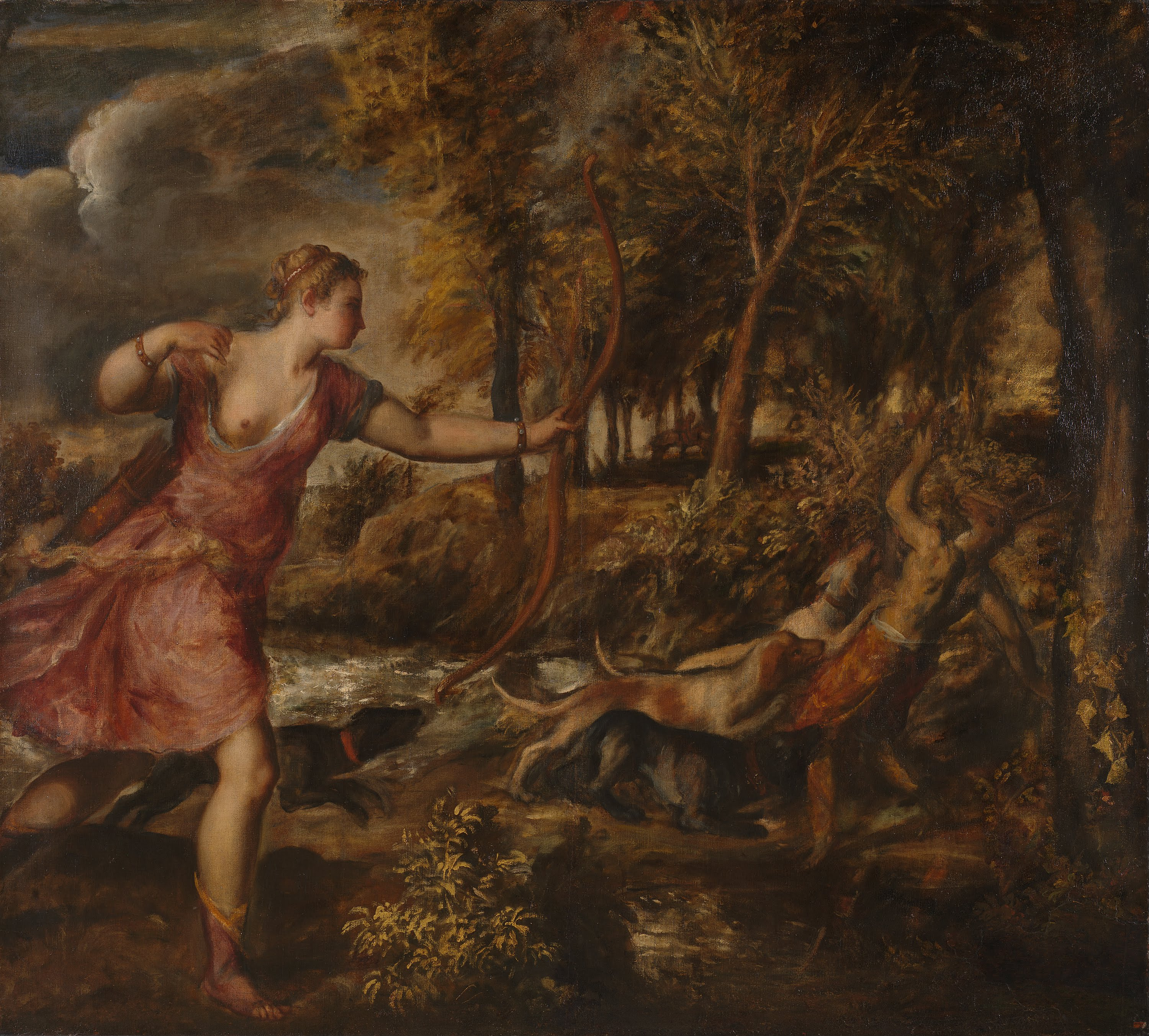
مرگ اکتائون

## نمایشگاه‌ها
این نقاشی در نمایشگاه گنجینه‌های هنری منچستر در سال ۱۸۵۷ گنجانده شد.